# Walter Frühwirth
Walter Frühwirth es un deportista austríaco que compitió en piragüismo en la modalidad de aguas tranquilas. Ganó una medalla de bronce en el Campeonato Mundial de Piragüismo de 1950, en la prueba de K4 1000 m.

## Palmarés internacional
| Campeonato Mundial | Campeonato Mundial     | Campeonato Mundial | Campeonato Mundial |
| Año                | Lugar                  | Medalla            | Evento             |
| ------------------ | ---------------------- | ------------------ | ------------------ |
| 1950               | Copenhague (Dinamarca) | Medalla de bronce  | K4 1000 m          |